# Fernand Verbist
Fernand Verbist is een personage uit de Vlaamse soapserie Thuis. Hij werd gespeeld door Chris Cauwenberghs van 1995 tot 2000. 

## Biografie
Fernand is de politieagent van het dorp. In de eerste twee seizoenen was hij een nevenpersonage, maar vanaf  begin seizoen drie werd hij een vaste waarde.
Fernand is een goede kameraad van Frank Bomans die hij al kent van op school. Hij is getrouwd geweest met Linda Lievens en heeft vier kinderen: Kristoff, Eva en Joeri die bij hem wonen en Sabine die bij haar moeder woont. Ze zijn indertijd samen vertrokken nadat Fernand Sabine opsloot in de kelder. Sabine heeft daar een trauma aan overgehouden. Hij is een strenge vader en heeft het vaak lastig met zijn kinderen. Na de vondst van het lijk van Neil Feyaerts door zijn zoon Kristoff wordt hij aangewezen om de moordzaak op te lossen. Hij krijgt hierbij de hulp van inspecteur Pol Tibbax. Na een korte relatiebreuk tussen Frank en Simonne ving Fernand Simonne enkele dagen op en later Frank ook eens.
Zonder dat Fernand het weet, wordt Kristoff weer lid van de jeugdbende waar hij zich indertijd uit had teruggetrokken en die onder leiding staat van ene Stanny. Dit brengt Kristoff opnieuw in de problemen en hij sleurt er zelfs zijn broer Joeri in mee. Na een gevaarlijke list van Kristoff om van de bende af te komen, wordt zijn broer Joeri gegijzeld door Stanny in een kleedkamer van de judoclub. Kristoff en Joeri belanden in een gevecht met Stanny en Joeri schiet per ongeluk op zijn broer. Wanneer Fernand zijn wapen niet meer vindt, gaat hij samen met Frank op onderzoek uit. Bij de judoclub aangekomen zien Frank en Fernand de lichamen van Joeri en Kristoff liggen. Ze worden meteen naar het ziekenhuis gebracht.
Fernands ex-vrouw Linda verneemt dat haar zonen Kristoff en Joeri in het ziekenhuis liggen en zoekt hen op. Fernand ziet na jaren zijn jongste dochter Sabine terug. Zowel bij hem als bij Sabine is de eerste confrontatie met elkaar na jaren moeilijk. Vooral Sabine lijkt niets te willen weten van haar vader. Na een hele poos begint Sabine Fernand dan toch te aanvaarden.
Eva schrijft zich zeer tegen de zin van Fernand in als model bij het plaatselijke modelbureau. Daar leert ze de charmante Pierre kennen. Pierre ziet in haar zijn verdwenen zus Vera en raakt geobsedeerd. Fernand vertrouwt Pierre voor geen haar en probeert het verleden van Pierre uit te pluizen. Hij ontdekt via Isabelle, de zus van Pierre, dat haar broer een gek is en dat Eva in gevaar is als ze nog lang bij hem blijft. Pierre heeft echter het gesprek gevolgd en vermoordt Fernand om te voorkomen dat anders zijn hele verleden wordt uitgespit. Nadat hij Fernand van de keldertrap heeft doen struikelen en deze bewusteloos is blijven liggen, breekt hij zijn nek en steekt hij de kelder in brand. Eva komt thuis en ziet rook uit de kelder komen. Nadat ze om hulp geroepen heeft, gaat ze de kelder in en ziet ze haar vader liggen. Ze probeert hem met alle macht naar boven te tillen, maar dat lukt niet. Pierre is nog even de held wanneer hij Eva redt uit de brand, maar Fernand laat hij achter.